# 王正 (正統進士)
王正（1420年—？），字嗣宗，山西夏縣人，明朝政治人物。

## 生平
山西鄉試第七名。正統十三年（1448年）戊辰科進士。景泰二年（1451年）任直隸安肅縣知縣。天順間，任大名府知府。

## 家族
曾祖父王仲文，曾任河南修武縣知縣。祖父王翰，曾任廣東廉州府學教授。父亲王礪，曾任遼府長史。